# Marius Barnard
Marius Barnard (ur. 20 stycznia 1969 w Kapsztadzie) – południowoafrykański tenisista.

## Kariera tenisowa
Jako zawodowy tenisista występował w latach 1988–2002.
Sukcesy odnosił głównie w grze podwójnej triumfując w 6 turniejach rangi ATP World Tour oraz uczestnicząc w 8 finałach. W wielkim szlemie najlepszymi wynikami Barnarda są ćwierćfinały Australian Open 2000 (wspólnie z Chrisem Haggardem) i French Open 1994 (z Brentem Haygarthem). Najwyżej sklasyfikowany w rankingu deblistów był na 44. miejscu na początku lutego 1997 roku.

### Finały w turniejach ATP World Tour
| Legenda                                      |
| -------------------------------------------- |
| Wielki Szlem                                 |
| Igrzyska olimpijskie                         |
| Tennis Masters Cup / ATP Finals              |
| ATP Masters Series / ATP Tour Masters 1000   |
| ATP International Series Gold / ATP Tour 500 |
| ATP International Series / ATP Tour 250      |

#### Gra podwójna (6–8)
| Końcowy wynik | Nr | Data              | Turniej     | Nawierzchnia    | Partner               | Przeciwnicy                            | Wynik finału     |
| ------------- | -- | ----------------- | ----------- | --------------- | --------------------- | -------------------------------------- | ---------------- |
| Zwycięzca     | 1. | 15 listopada 1992 | Moskwa      | Dywanowa (hala) | John-Laffnie de Jager | David Adams Andriej Olchowski          | 6:4, 3:6, 7:6    |
| Finalista     | 1. | 8 sierpnia 1993   | Kitzbühel   | Ceglana         | Tom Mercer            | Juan Garat Roberto Saad                | 4:6, 6:3, 3:6    |
| Zwycięzca     | 2. | 3 kwietnia 1994   | Sun City    | Twarda          | Brent Haygarth        | Ellis Ferreira Grant Stafford          | 6:3, 7:5         |
| Finalista     | 2. | 18 lutego 1996    | Marsylia    | Twarda (hala)   | Peter Nyborg          | Jean-Philippe Fleurian Guillaume Raoux | 3:6, 2:6         |
| Zwycięzca     | 3. | 10 marca 1996     | Rotterdam   | Dywanowa (hala) | David Adams           | Hendrik Jan Davids Cyril Suk           | 6:3, 5:7, 7:6    |
| Zwycięzca     | 4. | 14 lipca 1996     | Newport     | Trawiasta       | Piet Norval           | Paul Kilderry Michael Tebbutt          | 6:7, 6:4, 6:4    |
| Zwycięzca     | 5. | 4 sierpnia 1996   | Los Angeles | Twarda          | Piet Norval           | Jonas Björkman Nicklas Kulti           | 7:5, 6:2         |
| Finalista     | 3. | 15 czerwca 1997   | Halle       | Trawiasta       | David Adams           | Karsten Braasch Michael Stich          | 6:7, 3:6         |
| Finalista     | 4. | 15 lutego 1998    | Petersburg  | Dywanowa (hala) | Brent Haygarth        | Nicklas Kulti Mikael Tillström         | 6:3, 3:6, 6:7    |
| Finalista     | 5. | 19 czerwca 1999   | Nottingham  | Trawiasta       | Brent Haygarth        | Patrick Galbraith Justin Gimelstob     | 7:5, 5:7, 3:6    |
| Finalista     | 6. | 29 sierpnia 1999  | Boston      | Twarda          | T.J. Middleton        | Guillermo Cañas Martín García          | 7:5, 6:7(2), 3:6 |
| Finalista     | 7. | 17 września 2000  | Taszkent    | Twarda          | Robbie Koenig         | Justin Gimelstob Scott Humphries       | 3:6, 2:6         |
| Zwycięzca     | 6. | 14 stycznia 2001  | Auckland    | Twarda          | Jim Thomas            | David Adams Martín García              | 7:6(10), 6:4     |
| Finalista     | 8. | 16 września 2001  | Taszkent    | Twarda          | Jim Thomas            | Julien Boutter Dominik Hrbatý          | 4:6, 6:3, 11–13  |